# Teratomyrmex greavesi
Teratomyrmex greavesi – gatunek mrówek z podrodziny Formicinae, jedyny przedstawiciel rodzaju Teratomyrmex. Gatunek australijski, znany z lasów deszczowych południowo-wschodniej części stanu Queensland.